# Sabulodes muscistrigata
Sabulodes muscistrigata is een vlinder uit de familie van de spanners (Geometridae). De wetenschappelijke naam van de soort werd voor het eerst geldig gepubliceerd in 1858 door Achille Guenée.